# Sanz (apellido)

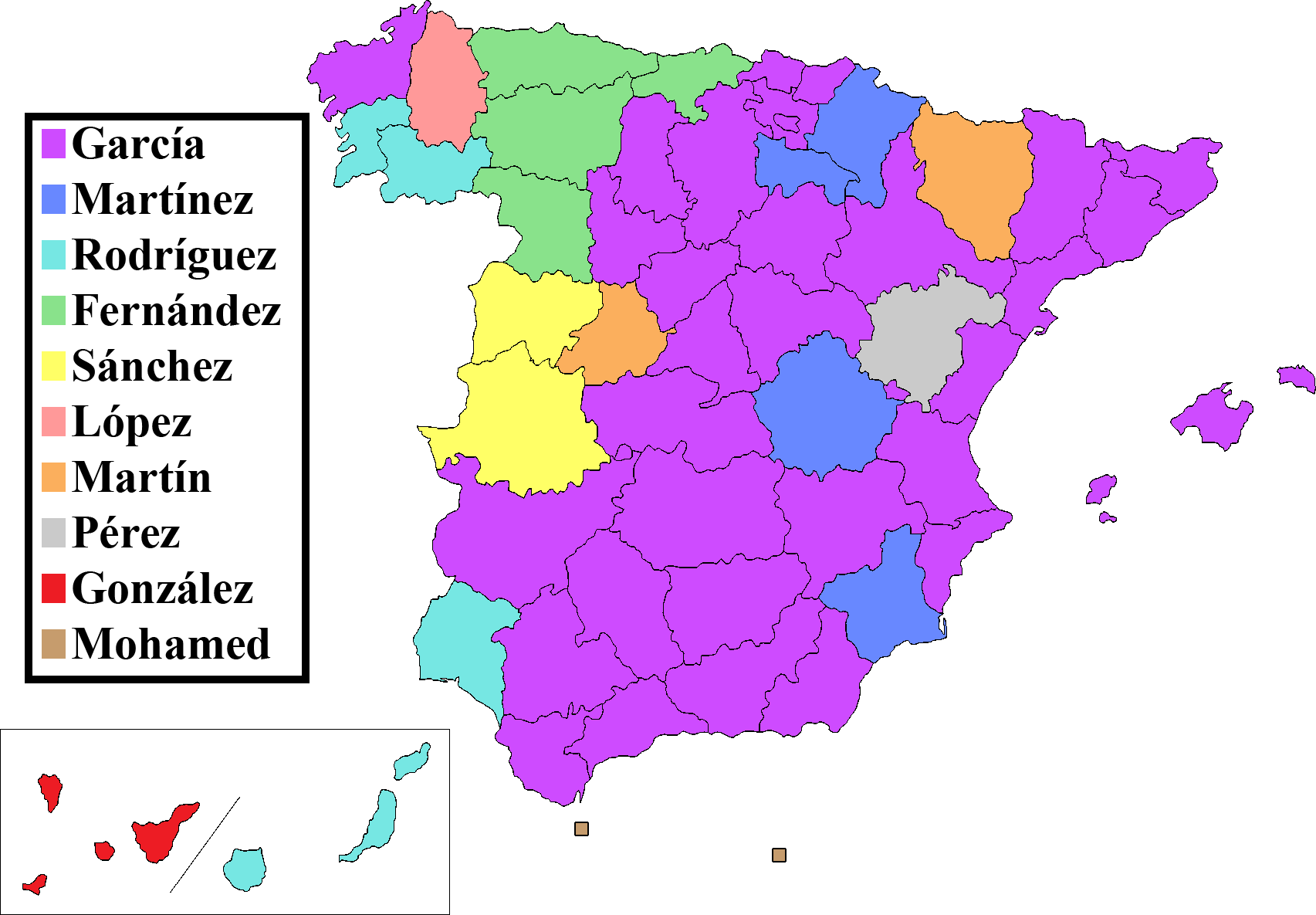
En el mapa se representa el apellido más frecuente en cada una de las provincias de España, en el año 2006.

Sanz es un apellido común en España. A nivel de España es el apellido 24º por frecuencia. Según datos del 2019 del INE, lo llevan como primer apellido 92.066 españoles y 90.809 como segundo apellido. 

## Distribución
Está distribuido en España por frecuencia, principalmente en la provincia de Segovia, seguido de las provincias de Soria y Valladolid y otras provincias de Castilla y León.

## Etimología
Patronímico equivalente a hijo o descendiente de Sancho. Lo mismo que Sainz, Sáez y Sáenz y Sánchez.

## Heráldica
El escudo principal consiste en: En campo de azur, una ala de plata; el jefe de oro con cuatro palos de gules. Otros tienen: En campo de plata, una banda de azur, de tres piezas, con bordura de azur